# Catalogue of Canadian Plants
Catalogue of Canadian Plants (abreviado Cat. Canad. Pl.) es un libro ilustrado con descripciones botánicas que fue escrito por el botánico canadiense (nacido norirlandés) John Macoun. Fue publicado en 7 partes en los años 1883-1902.

## Publicación
- Parte n.º i. Polypetalae, 1883;
- Parte n.º ii. Gamopetalae, 1884;
- Parte n.º iii. Apetalae, 1886;
- Parte n.º iv. Endogens, 1888;
- Parte n.º v. Acrogens, 1890;
- Parte n.º vi. Musci, 1892¹[por J. Macoun & N. C. Kindberg];
- Parte n.º vii. Lichenes & Hepaticae, 1902